# Oľšinkov
Oľšinkov és un poble i municipi d'Eslovàquia. Es troba a la regió de Prešov, al nord del país.

## Història
La primera referència escrita de la vila data del 1567.

## Demografia
| Godina             | 1994 | 2004    | 2014    | 2024    |
| ------------------ | ---- | ------- | ------- | ------- |
| Nombre de persones | 57   | 34      | 27      | 22      |
| Diferència         |      | −40,35% | −20,58% | −18,51% |

| Godina             | 2023 | 2024   |
| ------------------ | ---- | ------ |
| Nombre de persones | 21   | 22     |
| Diferència         |      | +4,76% |